# داویدس‌هال
داویدس‌هال (به سوئدی: Davidshall) یک منطقهٔ مسکونی در سوئد است که در بخش مالمو واقع شده‌است. داویدس‌هال ۲٬۵۱۰ نفر جمعیت دارد.